# جون ستيوارت فوستر
جون ستيوارت فوستر هو فيزيائي كندي، ولد في 30 مايو 1890 في Clarence, Nova Scotia ‏ في كندا، وتوفي في 9 سبتمبر 1964 في بيركيلي في الولايات المتحدة.